# Edward Osborne Wilson
E. O. Wilson (født Edward Osborne Wilson; 10. juni 1929 i Birmingham, Alabama, USA, død 26. december 2021) var entomolog og biolog, kendt for sine arbejder om evolution og sociobiologi. Han fik kandidatgrad fra University of Alabama og modtog sin ph.d. fra Harvard. Wilsons speciale var myrer og særligt deres brug af feromoner som kommunikationsmiddel. Han blev også berømt for at have indledt debatten om sociobiologi med udgivelsen af Sociobiology: The New Synthesis i 1975.
Wilson argumenterede for, at det er bevarelsen af generne, snarere end af individet, der er evolutionens kerne (det er et tema, som Richard Dawkins tog op i bogen The Selfish Gene). Wilson undersøgte også det 20. århundredes masseudslettelse af arter og fænomenets sammenhæng med det moderne samfund.
Wilson udtrykte det selv sådan: "Hvis man fælder en skov, i særdeleshed en gammel skov, fjerner man ikke bare en masse store træer og nogle få, flagrende fugle i trækronerne. Man sætter en lang række af arter i fare inden for nogle få kvadratkilometer rundt om fældningen. Antallet af disse arter kan løbe op i titusinder. Mange af dem er stadigvæk ukendte for videnskaben, og vi har endnu ikke opdaget den nøglerolle, som mange af dem spiller for vedligeholdelsen af skovens økosystem, sådan som det er med svampe, mikroorganismer og mange af insekterne."
Wilson tilføjede: "Lad os med det samme slippe af med den opfattelse, at man bare behøver at bevare en lille stump urskov et eller andet sted, og så kan man ellers gøre, hvad man vil med resten. Det er en meget farlig og fejlagtig opfattelse."
Wilson skabte med ideen om sociobiologi, uden at ville det én af de største videnskabelige diskussioner i den sidste del af det 20. århundrede. Den antyder, at dyrenes (og dermed også menneskets) adfærd kan undersøges inden for en evolutionær ramme. Nogle af kritikerne beskyldte Wilson for racisme, og han blev endda angrebet fysisk for sine opfattelser. Men Wilson havde ikke til hensigt at lægge en ”survival of the fittest”-model ind over de menneskelige samfund, sådan som det skete med den såkaldte socialdarwinisme. Hans teori var videnskabelig og ikke etisk, men det var en skillelinje, som mange af hans plageånder undlod at trække. Diskussionen fik betydelige, personlige omkostninger for Wilson, for nogle af hans kolleger på Harvard, så som Richard Lewontin og nu afdøde Stephen Jay Gould var kraftigt imod hans idéer
Wilson modtog mange priser for sine arbejder, først og fremmest den amerikanske videnskabsmedalje, Crafoordprisen og Pulitzerprisen to gange (i kategorien ikke-fiktion). Hans tale til TED 2007, hvor han vandt dét års TED Prize, var katalysatoren til projektet Encyclopedia of Life, selv om idéen om at samle, bevare og stille så megen data om Jordens biodiversitet til rådighed som muligt eksisterede også før Wilsons tale.

## Litterære værker
- The Theory of Island Biogeography (1967)
- Insect Societies (1971)
- Sociobiology: The New Synthesis (1975)
- On Human Nature (1978 – vinder af Pulitzerprisen)
- Biophilia (1984)
- The Ants (1990 – vinder af Pulitzerprisen), med Bert Holldöbler
- The Diversity of Life (1992)
- Journey to the Ants (1994), med Holldöbler
- Naturalist (1995)
- Consilience: The Unity of Knowledge (1998)
- The Future of Life (2002)